# 坦加苏安二世
坦加苏安二世（Tangáxoan II，？–1530年2月14日）即坦加苏安·钦奇查（Tangáxoan Tzíntzicha），是塔拉斯卡王国的末代卡松奇（Cazonci，即国王），他在1520年至1530年统治塔拉斯卡。他在和西班牙征服者埃尔南·科尔特斯议和后受洗为天主教徒。1530年，他被西班牙将领努尼奥·德古斯曼火刑处决。
1521年，阿兹特克帝国陷落。坦加苏安二世得知消息后，派使者同西班牙人会面。后者随使者进入塔拉斯卡都城钦聪灿，得到了坦加苏安二世的黄金赠礼。不料黄金激起了埃尔南·科尔特斯对塔拉斯卡国的兴趣。1522年，克里斯托瓦尔·德奥利德率西班牙军进入钦聪灿，成千上万的塔拉斯卡军队不战而降，坦加苏安二世被迫称臣，但被给予极大自主权。坦加苏安继续维持其朝贡体系，当地人同时向科尔特斯和坦加苏安二人同时进贡，但坦加苏安交给西班牙人的贡品微乎其微。西班牙人因而派努尼奥·德古斯曼和异议贵族奎尼耶兰加里（Cuinierángari）率军讨伐坦加苏安，后者在1530年2月14日遭处决。塔拉斯卡王朝自此灭亡。

### 书目
- Gorenstein, Shirley. . Helen Perlstein Pollard  (编). . The Civilization of the American Indian series, vol. 209. Norman: University of Oklahoma Press. 1993: xiii–xx. ISBN 0-8061-2497-0. OCLC 26801144.
- Pollard, Helen Perlstein. . The Civilization of the American Indian series, vol. 209. Norman: University of Oklahoma Press. 1993. ISBN 0-8061-2497-0. OCLC 26801144.